# Zetsubō no oka
Zetsubō no oka (絶望の丘?) è il quarto singolo della rock band visual kei giapponese Plastic Tree. È stato pubblicato il 25 luglio 1998 dall'etichetta major Warner Music.

## Tracce
Dopo il titolo è indicata fra parentesi "()" la grafia originale del titolo.
1. Zetsubō no oka (絶望の丘?) - 4:33 (Ryūtarō Arimura - Tadashi Hasegawa)
2. 「Nukegara」 (「ぬけがら」?) - 3:31 (Ryūtarō Arimura)
3. Zetsubō no oka -Instrumental- (絶望の丘-Instrumental-?) - 4:33 (Tadashi Hasegawa)

## Altre presenze
- Zetsubō no oka:
  - 26/08/1998 - Puppet Show
  - 27/03/2001 - Cut ~Early Songs Best Selection~
  - 14/11/2001 - Plastic Tree Single Collection
  - 07/11/2002 - Premium Best
- 「Nukegara」:
  - 26/08/1998 - Puppet Show
  - 27/03/2001 - Cut ~Early Songs Best Selection~
  - 26/10/2005 - Best Album

## Formazione
- Ryūtarō Arimura - voce e seconda chitarra
- Akira Nakayama - chitarra e cori
- Tadashi Hasegawa - basso e cori
- TAKASHI - batteria